# Arrêt Meyet
L'arrêt Meyet est un arrêt rendu par le Conseil d'État le 10 septembre 1992. Ce grand arrêt du droit administratif français a précisé le rôle des ministres dans la signature des décrets relevant de leur compétence, ainsi que le pouvoir réglementaire du Président de la République française.

## Circonstances
La question soulevée par le contentieux Meyet est la suivante : qui est tenu pour l'auteur des décrets délibérés en Conseil des ministres ? La question se pose d'autant plus dans les cas où le décret n'avait pas nécessairement à être signé en Conseil des ministres.

## Décision
Le Conseil d’État affirme que, dès lors qu'un texte est délibéré en Conseil des ministres, l'article 13 de la Constitution de la Cinquième République s'applique, et le président de la République doit apposer sa signature pour rendre le texte juridiquement valide. Ainsi, selon le juge, « les décrets attaqués ont été délibérés en Conseil des ministres ; que, par suite, et alors même qu'aucun texte n'imposait cette délibération, ils devaient être signés, comme ils l'ont été, par le président de la République ».

## Portée

### Extension des pouvoirs du président de la République
L'arrêt Meyet est une jurisprudence qui entérine une extension des pouvoirs du président de la République en autorisant la logique présidentialiste qui veut que le président de la République inscrive à l'ordre du jour du Conseil des ministres un nombre croissant de textes afin d'apposer sa signature dessus. Les textes qui sont amenés en délibération au Conseil sont ainsi de plus en plus des textes qui n'avaient pas à être nécessairement à y être délibérés.

### Portée, atténuation et«démeyetisation»
L'arrêt Meyet a vu sa portée confirmée, puis réduite par des décisions ultérieures du Conseil d'Etat. L'arrêt Allamigeon et Pageaux du 27 avril 1994, notamment, confirme le caractère définitif de l'attribution de compétences que produit la signature du Président de la République : en vertu du principe de parallélisme des formes, un décret signé par le Président de la République ne peut être modifié que par un décret en Conseil des Ministres signé par le Président de la République (ou par une norme supérieure, comme une loi). 
La portée de l'arrêt a toutefois été également tempérée par la procédure permise par l'arrêt Ministre de la Défense contre Collas du 9 septembre 1996 : par décret pris en Conseil des Ministres, le Président peut autoriser qu'à l'avenir, le Premier ministre puisse modifier ou abroger un décret délibéré en Conseil des Ministres. Il s'agit ainsi d'une sorte d'entorse au principe de parallélisme des formes : normalement, si un décret est signé par le président de la République en Conseil, il est nécessaire que ce soit le président de la République qui le modifie ou l'abroge en Conseil des ministres. Cette procédure a parfois été appelée « démeyetisation ».

### Source primaire
- Conseil d'État, Assemblée, 10 septembre 1992, Meyet, nos 140376, 140377, 140378, 140379, 140416, 140417 et 140832.